# Ledra dilatata
Ledra dilatata är en insektsart som beskrevs av Walker 1851. Ledra dilatata ingår i släktet Ledra och familjen dvärgstritar. Inga underarter finns listade i Catalogue of Life.